# Находкинский мясокомбинат
Нахо́дкинский мясокомбинат — мясоперерабатывающее предприятие в Находке, принадлежит компании «Синергия». Выпускает колбасные изделия, в том числе под торговой маркой «Доброе дело», а также полуфабрикаты.
Создано в 1949 году на базе скотобойни. В 1992 году акционировано по программе приватизации. В 1999 году комбинат вошёл в группу компаний «Синергия», в начале 2000-х годов при поддержке ЕБРР проведено техническое перевооружение комбината. В 2003 году было открыто производство полуфабрикатов. В 2006 году комбинатом, впервые на Дальнем Востоке, была освоена технология изготовления сырокопчёного мяса. В 2010 году предприятие вошло в реестр организаций, имеющих социальную и экономическую значимость для Приморского края.
Мощность мясокомбината составляет 9 тыс. тонн продукции в год. Площадь земельного участка — 5,4 га. Имеется производственное и упаковочное оборудование, климатокамеры и склад климатического дозревания.